# 刘见明
刘见明（1966年10月—），男，汉族，河北张家口人，中华人民共和国政治人物，1991年6月参加工作，1991年1月加入中国共产党，兰州大学行政管理专业毕业，北京大学与国家行政学院合作培养公共管理硕士学位（在职）。
曾任中央组织部干部教育局（知工办）综合处副处长、处长、办公室主任、中管干部培训处处长、副巡视员，新疆维吾尔自治区党委组织部副部长（中组部援疆，后明确厅长级），乌鲁木齐市委副书记（厅长级）、组织部部长，新疆生产建设兵团党委常委、副政委，兵团党委组织部部长，兵团党委党校校长、兵团行政学院院长，兵团社会主义学院院长。
现任新疆维吾尔自治区政协副主席，新疆生产建设兵团党委副书记、副政委、党委宣传部部长。